# Klewiska
Klewiska (dodatkowa nazwa w j. kaszub. Klewiska) – osada  w Polsce położona w województwie pomorskim, w powiecie bytowskim, w gminie Lipnica. 
Niewielka osada kaszubska położona na Równinie Charzykowskiej w regionie Kaszub zwanym Gochami nad Osusznicą.
W latach 1975–1998 miejscowość administracyjnie należała do województwa słupskiego.